# Come See the Paradise
Come See the Paradise é um filme de drama dos Estados Unidos de 1990, realizado por Alan Parker.

## Sinopse
Brooklyn, Nova Iorque, 1936. Jack McGurn (Dennis Quaid) agia como um organizador do sindicato que está do lado errado da lei ao ver-se num protesto em que, sem o seu conhecimento, foi usada uma bomba que poderia ter matado pessoas. O organizador do sindicato dá 300 dólares para Jack e diz que ele está fora, mas a verdade é que teme Jack, pois ele sabe a lei de cor, é político e ético.
Jack deixa a cidade e vai parar em Little Tokyo, Los Angeles, onde vai ser projecionista de um cinema alugado por Hiroshi Kawamura (Sab Shimono), um japonês. Jack  apaixona-se por Lily Yuriko (Tamlyn Tomita), a bela filha do seu patrão.
Jack e Lily decidem casar-se, mas Hiroshi opõe-se a esta união. Os Estados Unidos entram na II Guerra Mundial e a família Kawamura é mandada (assim como os americanos que descendem de japoneses e que vivem na Califórnia) para um "acampamento", que na verdade é uma prisão a céu aberto, onde todos sem excepção tiveram os seus direitos civis violados. Paralelamente Jack vai para a guerra, mas sonha encontrar novamente a esposa e filha. 

## Elenco
- Dennis Quaid (Jack McGurn)
- Tamlyn Tomita (Lily Yuriko Kawamura)
- Sab Shimono (Hiroshi Kawamura)
- Shizuko Hoshi (Sra. Kawamura)
- Stan Egi (Charlie Kawamura)
- Ronald Yamamoto (Harry Kawamura)
- Akemi Nishino (Dulcie Kawamura)
- Naomi Nakano (Joyce Kawamura)
- Brady Tsurutani (Frankie Kawamura)
- Pruitt Taylor Vince (Augie Farrell)
- Colm Meaney (Gerry McGurn)
- Becky Ann Baker (Marge McGurn)
- Shryee Mezick (Mini McGann)
- Elizabeth Gilliam (Mini McGann - jovem)
- Caroline Junko King (Mini McGann - velha)